# Hard, Fast and Beautiful
Hard, Fast and Beautiful ist ein US-amerikanischer Sportfilm aus dem Jahr 1951 von Ida Lupino mit Claire Trevor und Sally Forrest in den Hauptrollen. Der Film wurde von in Zusammenarbeit von The Filmakers und RKO Radio Pictures produziert und basiert auf dem 1930 veröffentlichten Roman American Girl von John R. Tunis.

## Handlung
Die junge Florence Farley lebt mit ihren Eltern Will und Millie Farley in Santa Monica. Florence liebt Tennis und trainiert etwas in der Auffahrt. Dabei lernt sie Gordon McKay kennen und stellt ihn ihrer Mutter vor. Millie ist sich sicher, dass Gordon aus gehobenem Hause ist und ermutigt beide, sich näher kennenzulernen. Gordon lädt Florence zu einem Tennismatch im Country Club ein und kassiert eine herbe Niederlage. 
Florences Spiel wird immer besser, so dass ihr der Vorsitzende J. R. Carpenter eine Ehrenmitgliedschaft im Club verleiht. Von ihm erfährt sie, dass einige Mitglieder des Clubs sie finanziell unterstützen wollen, damit sie an den nationalen Junioren-Meisterschaften in Philadelphia teilnehmen kann. Ihr Vater ist zunächst gegen das Arrangement, doch ihre Mutter nimmt das Angebot an und darf ihre Tochter begleiten. In Philadelphia will sich der Trainer Fletcher Locke um Florence kümmern. Millie ist begeistert, als sie von ihm erfährt, dass er in Florence einen zukünftigen Tennisstar sieht.
Florence gewinnt die Meisterschaft und ist dadurch auch in Kalifornien bekannt geworden. Als sie für 50 Dollar gegen ein Mädchen aus reichem Hause antritt, wirft ihr Gordon vor, gegen den Amateurstatus zu verstoßen. Locke kommt nach Santa Monica und schlägt vor, Florence für eine Tour an der Ostküste zu trainieren. Verwirrt wendet sich Florence an ihren Vater, der ihr rät, sich mit Gordon zu vertragen und dann die Tour anzutreten. Florence und Gordon vertragen sich. Er verspricht ihr, sie nach der Tour zu heiraten, wenn er einen richtigen Job gefunden hat. 
Auf der Tour hat Florence zunächst einige Schwierigkeiten mit ihrer Rückhand. Doch schon bald wird sie zu einer ernstzunehmenden Teilnehmerin. Als Florence das Finale in Forest Hills erreicht, zeigt Locke Millie einen Scheck einer Hotelkette, die Florence im Falle des Sieges sponsoren und auf eine Europatour schicken will. Gordon sitzt auf der Tribüne und schaut zu, wie Florence ihre Finalgegnerin besiegt. Zum Entsetzen von Millie und Locke verkündet Florence nach dem Finale ihren Rücktritt, um Gordon zu heiraten. Millie, die erfahren hat, dass Gordons Familie doch nicht wohlhabend ist, versucht verzweifelt, ihre Tochter umzustimmen. Sie könne Gordon auch in Europa während ihrer Tour heiraten. Gordon weist den Vorschlag verärgert zurück und löst die Verlobung.
Während der Tour in Europa greift Florence zur Flasche und betrinkt sich. Sie wirft ihrer Mutter vor, in ihrem Namen Zahlungen und Geschenke angenommen zu haben. Sie werde von nun an so spielen, wie ihre Mutter: gegen Geld. Florence gewinnt das Turnier von Wimbledon und kehrt als Star in die USA zurück. Ihr verschwenderischer Lebensstil führt jedoch zu großer Kritik. Am Vorabend des Finales um die Landesmeisterschaft erhalten Florence und Millie die Nachricht, dass Will ernsthaft erkrankt ist. Florence besteht darauf, nach Hause zu fliegen. Sie schwört ihrem Vater, für ihn zu siegen. Will wirft Millie vor, ihre Tochter aus Egoismus und wegen ihrer eigenen unerfüllten Träume auf die Tour gezwungen zu haben und ihre Ehe zu zerstören. 
Erschöpft und depressiv beginnt Florence das Finalmatch, kann ihre Gegnerin aber besiegen und ihren Meistertitel verteidigen. Erneut verkündet sie ihren Rücktritt, doch diesmal verlässt sie zusammen mit Gordon das Tennisstadion. Millie sitzt einsam und verlassen auf der Tribüne, als die Nacht anbricht.

## Produktion

### Hintergrund
Gedreht wurde der Film vom 12. Juni bis zum 3. August 1950. Zusätzliche Aufnahmen entstanden Mitte Februar 1951. Drehorte waren Beverly Hills, North Hollywood, der West Side Tennis Club in Forest Hills und Wimbledon im Vereinigten Königreich. Auch die RKO-Studios in Hollywood wurden genutzt.
Für den Film wurde Sally Forrest von Metro-Goldwyn-Mayer ausgeliehen. Der Film kostete weniger als 300.000 Dollar (2023: 3,5 Millionen Dollar).

### Stab
Albert S. D’Agostino und Jack Okey oblag die künstlerische Leitung. Harley Miller und Darrell Silvera waren für das Szenenbild zuständig. Verantwortliche Toningenieure waren Clem Portman und Phil Brigandi. Constantin Bakaleinikoff war musikalischer Direktor.

### Besetzung
In kleinen nicht im Abspann erwähnten Nebenrollen traten Tom Daly und Harold Miller auf.
Regisseurin Ida Lupino hatte zusammen mit Robert Ryan einen Cameo-Auftritt als Zuschauerin.

## Veröffentlichung
Die Premiere des Films fand am 23. Mai 1951 in San Francisco statt. In der Bundesrepublik Deutschland wurde er am 27. Oktober 1996 im deutschen Fernsehen ausgestrahlt.

## Kritiken
Der Filmkritiken-Aggregator Rotten Tomatoes hat in einer Auswertung ein Publikumsergebnis von 42 Prozent positiver Bewertungen ermittelt.
Das Lexikon des internationalen Films schrieb: „Eine von guten Darstellern getragene Studie über die Auswirkungen von kommerziellem Leistungssport, die immer noch bemerkenswert aktuell wirkt. Beeindruckend sind nach wie vor auch die dynamischen Tennisszenen.“
Die Filmzeitschrift Cinema befand: „Dieses Tennis-Drama gehört zu ihren (Lupinos) schwächeren Arbeiten, auch wenn die Geschichte zeitlos aktuell bleibt. Fazit: Zeitloses Thema, schwach umgesetzt.“
Michael Kienzl schrieb im Portal critic.de: „Hard, Fast and Beautiful – ein eher einfach gestricktes Melodram – scheint dagegen der am wenigsten ambitionierteste Film aus dem Frühwerk der Regisseurin zu sein. Allerdings sollte man sich von seinem unauffälligen Äußeren nicht täuschen lassen. Tatsächlich wird die Geschichte vom rasanten Aufstieg einer jungen Tennisspielerin aus einer ungewöhnlichen Perspektive erzählt.“
Bosley Crowther von der The New York Times fand die Darstellung der Thematik in dieser lehrreichen Fabel scharf und grell, wobei das Drehbuch banal und töricht sei und die Darsteller ohne Kompetenz agieren. Der Pluspunkt des Films seien die zahlreichen Tennismatches.
Richard Brody beschrieb im Magazin The New Yorker Lupinos Regie als hart und abgeklärt.
Bob Thomas schrieb in der San Bernardino Sun, der Film liefere einen abgebrühten Blick auf junge Athletinnen bei ihren Turnieren. Ida Lupino präsentiere geschickt die dramatischen Werte.